# ستايل (أغنية تايلور سويفت)
ستايل (بالعربية: أسلوب/نمط) (بالإنجليزية: Style)‏ هي أغنية للمغنية الأمريكية تايلور سويفت وهي ثالث أغنية مِن ألبومها الخامس 1989 كما أنها ثالث أغنية منفردة تُطلقها سويفت من الألبوم. الأغنية مِن كتابة سويفت وماكس مارتن وشيلباك وآلي بيامي وجرى إطلاقها في 9 فبراير 2015.
بعد إطلاقها، اعتقدتْ الكثير من وسائل الإعلام أن هذه الأغنية تتحدث عن صديق تايلور سويفت السابق هاري ستايلز.
لاقت الأغنية استحسان النقاد الذين أثنوا على موسيقاها القريبة من موسيقى الثمانينات واعتبرها الكثير منهم واحدةً من أفضل الأغاني في ألبوم 1989. احتلتْ الأغنية المركز السادس على قائمة بيلبورد. كما دخلت في المراكز العشرة الأولى لعدة دول من بينها أستراليا وكندا وجنوب أفريقيا.
الفيديو كليب المُصاحب للأغنية من إخراج كايل نيومان وجرى إصداره في 13 فبراير 2015.

## تركيبة الأغنية
بدأتْ تايلور سويفت العمل على أغنية «أسلوب/نمط (Style)» بعدما سمعتْ صوت إيقاع الأغنية مِن غرفة آلي بيامي في استديو ولف كازنز وسألتْ إن كان بإمكانهما التعاون معاً. تُصنفْ الأغنية موسيقياً بأنها أغنية بوب-روك.
تحدثتْ تايلور سويفت عن معنى الأغنية في مقابلة في أكتوبر 2014 قائلة:
‘‘إنها تتحدث عن علاقة يحاول الطرفان فيها نسيان بعضهما البعض وكانا يرتكبان الأخطاء في كل مرة. كانت أغانيَّ السابقة عبارة عن ‘‘أنتَ مخطئ وأنا على صواب.’’ لكن ما يحدث عندما تنضج هو أنك تدرك بأن القواعد ضبابية في العلاقات ومُعقدة جداً ولا يوجد هناك مخطئ ولا مُصيب.’’

## آراء النقاد
لاقت أغنية «ستايل» استحسان النقاد الذين أثنوا عليها واعتبرها الكثير منهم واحدةً من أفضل الأغاني في ألبوم 1989. وَصفتْ مجلة بوبماترز الأغنية بأنها ‘‘جياشة ومثيرة’’. صحيفة نيويورك تايمز وصفتها بأنها ‘‘علامة فارقة على الألبوم’’ كما وصفتها صحيفة ناو بأنها ‘‘صفوة الألبوم’’. كتبتْ مجلة كونسيكوانس أوف ساوند عن الأغنية أنها ‘‘إحدى الأغاني الآسرة في الألبوم’’. علّقتْ مجلة دراوند إن ساوند ‘‘إن الأغنية تُعبّر عن الشباب والطيش وكأنها جزء من مرحلة النضوج. وهذا شئ يُمكن أن يتفهمه أي شخص.’’ صنفتْ مجلة بيتشفورك ميديا الأغنية في المرتبة الخمسين لقائمة أفضل أغاني في 2014. علّقتْ شركة تشانيل أوسم الموسيقية ‘‘من بين كل الترهات التي تأتي بها تايلور سويفت هذه هي الأغنية المميزة الوحيدة’’.

## فيديو كليب
الفيديو كليب المُصاحب للأغنية من إخراج كايل نيومان وجرى تصويره في 10 فبراير 2015. بعض مشاهد الفيديو صُوّرت في مغارة هرقل في طنجة شمال المغرب بحسب ما ذكرت تايلور سويفت في صفحتها على فايسبوك.
نال الفيديو آراءً إيجابية من النقاد وقارنه الكثير منهم بأعمال المغنية الأمريكية لانا دِلْ راي. قالت جيسيكا ديرسويتش من قناة سي بي إس نيوز ‘‘الفيديو مختلف عن فيديوهات سويفت السابقة كفيديو أغنية «اشيك إت أوف» و«بلانك سبيس» التي يغلب عليها طابع المرح’’. كَتَبَ دانييل كريبس في مجلة رولينغ ستون أن الفيديو ‘‘يُظهر جانباً مظلماً ومجرداً من تايلور سويفت’’ قالت إيميلي ليندينر مِن قناة إم تي في أنها شعرت أن الفيديو ‘‘ناضج ويدل على حُسن الذوق وهل أجرؤ على أن أقول أنه... مُثير؟’’. قالت كيلسي مكيني مِن موقع فوكس أن الفيديو يحتوي على الكثير من الصور الشهوانية وأن ذلك محاولة من سويفت لإظهار أنها قد نضجتْ. علّقت مجلة إن ستايل قائلة أن الفيديو هو ‘‘أكثر فيديو سينمائي لسويفت حتى الآن’’.

## أفراد العمل
- تايلور سويفت ــ صوت رئيسي، كاتبة، أصوات ثانوية.
- ماكس مارتن ــ منتج، كاتب.
- شيلباك ــ منتج، كاتب، برمجة.
- آلي بيامي ــ منتج، كاتب، برمجة.
- مايكل إلبرت، سام هولاند ــ تسجيل.
- نيكلاس لونجفيلت ــ عزف غيتار.